# 管尾犁胸蝉属
管尾犁胸蝉属（学名：Darthula）也作管尾角蝉属，是半翅目犁胸蝉科（刻角蝉科）的一个属，分布于东洋区。

## 属征
管尾犁胸蝉属物种最显著的特征是其腹部末节背板向后延伸呈一圆柱形且多毛的长管，管的长度等于或超过腹部的长度。另外本属物种的头部大部分被前胸背板所覆盖，从背面观仅能见到复眼。前翅脉纹为明显的网状结构。

## 物种
截止2023年10月，世界头喙亚目在线数据库（3I World Auchenorrhyncha Database）收录本属2个有效种：
- 云管尾犁胸蝉 Darthula hardwickii （Gray，1832）
- 藏管尾犁胸蝉 Darthula xizangensis Chou & Yuan, 1979